# Verwaltungsgemeinschaft Salzbrücke

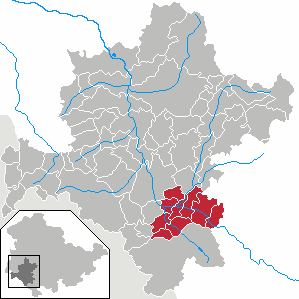
Lage der ehemaligen Verwaltungsgemeinschaft im Landkreis Schmalkalden-Meiningen

Die Verwaltungsgemeinschaft Salzbrücke war eine Verwaltungsgemeinschaft im thüringischen Landkreis Schmalkalden-Meiningen, in der sich zehn Gemeinden zur Erledigung ihrer Verwaltungsgeschäfte zusammenschlossen. Sitz der Verwaltungsgemeinschaft war Obermaßfeld-Grimmenthal.

## Die Gemeinden
- Bauerbach
- Belrieth
- Einhausen
- Ellingshausen
- Leutersdorf
- Neubrunn
- Obermaßfeld-Grimmenthal
- Ritschenhausen
- Vachdorf
- Wölfershausen

## Geschichte
Die Verwaltungsgemeinschaft wurde am 6. September 1991 gegründet. Zum 4. November 1994 wurde die Gemeinde Bauerbach aufgenommen. Zum 1. Januar 2012 wurde die Verwaltungsgemeinschaft aufgelöst und mit der Verwaltungsgemeinschaft Dolmar zur neuen Verwaltungsgemeinschaft Dolmar-Salzbrücke zusammengelegt. Die Gemeinde Bauerbach wurde hingegen nach Grabfeld eingemeindet.

## Einwohnerentwicklung
Entwicklung der Einwohnerzahl:
- 1995 – 5701
- 2000 – 5560
- 2005 – 5260
- 2010 – 4970

 Datenquelle: ab 1994 Thüringer Landesamt für Statistik – Werte vom 31. Dezember